# Michael Hendry
Michael Hendry (Auckland, 15 oktober 1979) is een golfprofessional  uit Nieuw-Zeeland.
Michael Hendry speelde cricket in het nationale jeugdteam voordat hij voor golf koos. Hij werd in 2004 professional.
Hendry had in 2010 een mooi seizoen. Eerst won hij het Fiji Open en twee weken later het Indonesisch Open in Jakarta. Daar was hij de eerste spelers uit Nieuw-Zeeland die op de OneAsia Tour een overwinning behaalde.

## Gewonnen
- 2010: Fiji Open

OneAsia Tour
- 2010: Enjoy Jakarta Indonesia Open

## Teams
- World Cup: 2011